# Errore genetico
L'errore genetico o fallacia genetica è un errore argomentativo, adottato per screditare un'affermazione basandosi su di un suo presunto difetto di origine. All'opposto si ha sempre "errore genetico" quando la veridicità di un'affermazione viene comprovata solamente facendo riferimento alla sua origine. Generalmente quindi, questa linea di ragionamento tende a presentare l'origine dell'oggetto del ragionamento, limitandosi ad essa per affermarne la sua correttezza o la sua falsità.
La fallacità del ragionamento può essere evidenziata con i seguenti esempi:
(Michael C. Labossiere)
L'origine di un'affermazione potrebbe essere comunque importante per valutarne la sua attendibilità, qualora ad esempio provenisse da un esperto della materia.